# Franculino Djú
Franculino Gluda Djú (* 28. Juni 2004 in Bissau), auch in der Schreibweise Franculino Djú oder kurz Franculino, ist ein guinea-bissauischer Fußballspieler auf der Position eines Stürmers. Er ist zurzeit für den FC Midtjylland in Dänemark und in der guinea-bissauischen Fußballnationalmannschaft aktiv.

## Karriere

### Verein
Seine Vereinskarriere begann Franculino in Portugal, wo er ab dem Jahr 2021 im Kader der U17-Jugendabteilung des Erstligisten Benfica Lissabon stand. Bereits in seiner Debütsaison gewann er mit der Mannschaft um António Silva, Diego Moreira und Cher Ndour die UEFA Youth League 2021/22. Im Juli 2023 verließ er Portugal in Richtung Dänemark und wechselte zum dortigen Erstligisten FC Midtjylland. Hier gab er am 13. August 2023 im Spiel gegen Vejle BK sein Ligadebüt und erzielte in der 59. Minute das Tor zur zwischenzeitlichen 2:0-Führung. Er nahm mit dem Verein an der Qualifikationsrunde der UEFA Europa Conference League 2023/24 teil, wo er im Spiel gegen den zyprischen Verein Omonia Nikosia seinen ersten Hattrick erzielte. Auch gegen den polnischen Vertreter Legia Warschau erzielte er im Hinspiel zwei Tore, schied mit der Mannschaft jedoch im Rückspiel nach (1:1, 7:6 i. E.) aus dem Wettbewerb aus.

### Nationalmannschaft
Sein Debüt für die guinea-bissauische Fußballnationalmannschaft gab Derilson am 11. September 2023 im Rahmen der Qualifikation zur Afrikameisterschaft 2024 unter Trainer Baciro Candé gegen die Auswahl von Sierra Leone (2:1). In dieser Partie erzielte er in der 48. Minute auch sein erstes Länderspieltor. Er nimmt zudem an der Qualifikation zur Fußball-Weltmeisterschaft 2026 teil, wo er bisher in den Spielen gegen Burkina Faso (1:1) und Dschibuti (0:1) zum Einsatz kam. Unter Trainer Baciro Candé wurde er neben Torhüter Ouparine Djoco, Alfa Semedo und Stürmer Mama Baldé auch in das Aufgebot der Djurtus zur Endrunde des Afrika-Cup 2024 in der Elfenbeinküste berufen. Im Eröffnungsspiel gegen den Gastgeber (2:0) wurde Franculino in der 67. Minute für Carlos Mané eingewechselt und kam so zu seinem ersten Einsatz im Turnier.

## Erfolge
FC Midtjylland
- Dänischer Meister: 2024